# ASB Classic 2024 - Doppio maschile
Il doppio maschile del torneo di tennis professionistico ASB Classic 2024, facente parte della categoria ATP Tour 250 nell'ambito dell'ATP Tour 2024, si è giocato dall'8 al 14 gennaio 2024 a Auckland, in Nuova Zelanda. Tra i partecipanti erano presenti i detentori del titolo Nikola Mektić e Mate Pavić, i quali hanno deciso di partecipare con compagni diversi. Mektić ha giocato in coppia con Wesley Koolhof mentre Pavić ha fatto coppia con Marcelo Arévalo. Pavić è stato eliminato al primo turno da Julian Cash e da Robert Galloway.
In finale Wesley Koolhof e Nikola Mektić hanno sconfitto Marcel Granollers e Horacio Zeballos con il punteggio di 6-3, 6(5)-7, [10-7].

## Teste di serie
1. Marcel Granollers /  Horacio Zeballos (finale)
2. Máximo González /  Andrés Molteni (quarti di finale)

1. Jamie Murray /  Michael Venus (primo turno)
2. Nathaniel Lammons /  Jackson Withrow (semifinale)

## Wildcard
1. Marcus Daniell /  Ben McLachlan (primo turno)

1. Artem Sitak /  Rubin Statham (primo turno)

## Alternate
1. Anirudh Chandrasekar /  Vijay Sundar Prashanth (primo turno)

1. Marcelo Demoliner /  Bart Stevens (primo turno)

## Tabellone

### Legenda
| - Q = Qualificato - WC = Wild card - LL = Lucky loser | - ALT = Alternate - SE = Special Exempt - PR = Protected Ranking | - w/o = Walkover - r = Ritirato - d = Squalificato |

|  | Primo turno | Primo turno                 | Primo turno                 | Primo turno | Primo turno |  |  | Quarti di finale | Quarti di finale        | Quarti di finale        | Quarti di finale    | Quarti di finale    |   |      | Semifinali | Semifinali                         | Semifinali              | Semifinali                   | Semifinali |    |      | Finale | Finale | Finale | Finale | Finale |  |
|  |             |                             |                             |             |             |  |  |                  |                         |                         |                     |                     |   |      |            |                                    |                         |                              |            |    |      |        |        |        |        |        |  |
|  | 1           | M Granollers H Zeballos     | 6                           | 2           | [10]        |  |  |                  |                         |                         |                     |                     |   |      |            |                                    |                         |                              |            |    |      |        |        |        |        |        |  |
|  | WC          | M Daniell B McLachlan       | 3                           | 6           | [7]         |  |  | 1                | M Granollers H Zeballos | M Granollers H Zeballos | 6                   | 7                   |   |      |            |                                    |                         |                              |            |    |      |        |        |        |        |        |  |
|  | WC          | A Sitak R Statham           | 5                           | 6           | [8]         |  |  |                  | R Arneodo T-S Weissborn | R Arneodo T-S Weissborn | 3                   | 6                   |   |      |            |                                    |                         |                              |            |    |      |        |        |        |        |        |  |
|  |             | R Arneodo T-S Weissborn     | 7                           | 3           | [10]        |  |  |                  |                         |                         |                     |                     |   |      | 1          | M Granollers H Zeballos            | M Granollers H Zeballos | 6                            | 6          |    |      |        |        |        |        |        |  |
|  | 4           | N Lammons J Withrow         | 64                          | 7           | [10]        |  |  |                  |                         | 4                       | N Lammons J Withrow | N Lammons J Withrow | 3 | 4    |            |                                    |                         |                              |            |    |      |        |        |        |        |        |  |
|  |             | Y Bhambri R Haase           | 7                           | 62          | [7]         |  |  | 4                | N Lammons J Withrow     | 3                       | 7                   | [10]                |   |      |            |                                    |                         |                              |            |    |      |        |        |        |        |        |  |
|  |             | M Arévalo M Pavić           | 6                           | 65          | [9]         |  |  |                  | J Cash R Galloway       | 6                       | 5                   | [2]                 |   |      |            |                                    |                         |                              |            |    |      |        |        |        |        |        |  |
|  |             | J Cash R Galloway           | 4                           | 7           | [11]        |  |  |                  |                         |                         |                     |                     |   |      | 1          | Marcel Granollers Horacio Zeballos | 3                       | 7                            | [7]        |    |      |        |        |        |        |        |  |
|  |             | S Doumbia F Reboul          | S Doumbia F Reboul          | 6           | 7           |  |  |                  |                         |                         |                     |                     |   |      |            |                                    |                         | Wesley Koolhof Nikola Mektić | 6          | 65 | [10] |        |        |        |        |        |  |
|  | Alt         | A Chandrasekar VS Prashanth | A Chandrasekar VS Prashanth | 4           | 5           |  |  |                  | S Doumbia F Reboul      | S Doumbia F Reboul      | 6                   | 6                   |   |      |            |                                    |                         |                              |            |    |      |        |        |        |        |        |  |
|  |             | S Gillé J Vliegen           | 7                           | 4           | [10]        |  |  |                  | S Gillé J Vliegen       | S Gillé J Vliegen       | 3                   | 4                   |   |      |            |                                    |                         |                              |            |    |      |        |        |        |        |        |  |
|  | 3           | J Murray M Venus            | 68                          | 6           | [4]         |  |  |                  |                         |                         |                     |                     |   |      |            | S Doumbia F Reboul                 | 7                       | 65                           | [7]        |    |      |        |        |        |        |        |  |
|  |             | W Koolhof N Mektić          | 6                           | 4           | [10]        |  |  |                  |                         |                         | W Koolhof N Mektić  | 5                   | 7 | [10] |            |                                    |                         |                              |            |    |      |        |        |        |        |        |  |
|  |             | A Erler L Miedler           | 4                           | 6           | [7]         |  |  |                  | W Koolhof N Mektić      | 6                       | 2                   | [12]                |   |      |            |                                    |                         |                              |            |    |      |        |        |        |        |        |  |
|  | Alt         | M Demoliner B Stevens       | 7                           | 4           | [6]         |  |  | 2                | M González A Molteni    | 0                       | 6                   | [10]                |   |      |            |                                    |                         |                              |            |    |      |        |        |        |        |        |  |
|  | 2           | M González A Molteni        | 69                          | 6           | [10]        |  |  |                  |                         |                         |                     |                     |   |      |            |                                    |                         |                              |            |    |      |        |        |        |        |        |  |